# Centrosur de México
El Centrosur de México es una de las ocho regiones en las que se divide México. Está formada por Morelos, Estado de México y Ciudad de México. 
Con 29 462 km² es la región menos extensa del país. Limita al norte con el centronorte del país, al oeste con el occidente del país, al sur con el suroeste del país y al este con el oriente del país.
Con 28 173 882 habitantes es la región más poblada del país ya que alberga casi la totalidad de la Zona metropolitana del Valle de México. También es la región más densamente poblada con 916,8 habitantes por km².
Situándose en la meseta central del México prehispánico con el lago de Texcoco, donde se hicieron calzadas y puentes para conectar la ciudad con tierra firme; se levantaron acueductos y se excavaron canales por toda la ciudad de Tenochtitlan. El asentamiento más importante de los aztecas, donde construyeron el imperio más poderoso de Mesoamérica en menos de un siglo, famoso por sus rituales y riqueza. Su lengua, sus leyendas y sus formas artísticas ejercen aún su influencia en la cultura mexicana. Actualmente el valle de México alberga el centro político y económico del país.

## Entidades
|                  | Entidad federativa | Escudo          | Capital             | Ciudad más poblada | Superficie (km²) | Población (2020) |
| Ciudad de México |                    | —               | —                   | 1485               | 9 209 944        |                  |
| Estado de México |                    | Toluca de Lerdo | Ecatepec de Morelos | 22 357             | 16 992 418       |                  |
| Morelos          |                    | Cuernavaca      | Cuernavaca          | 4893               | 1 971 520        |                  |

## Zonas más habitadas

### Ciudad de México

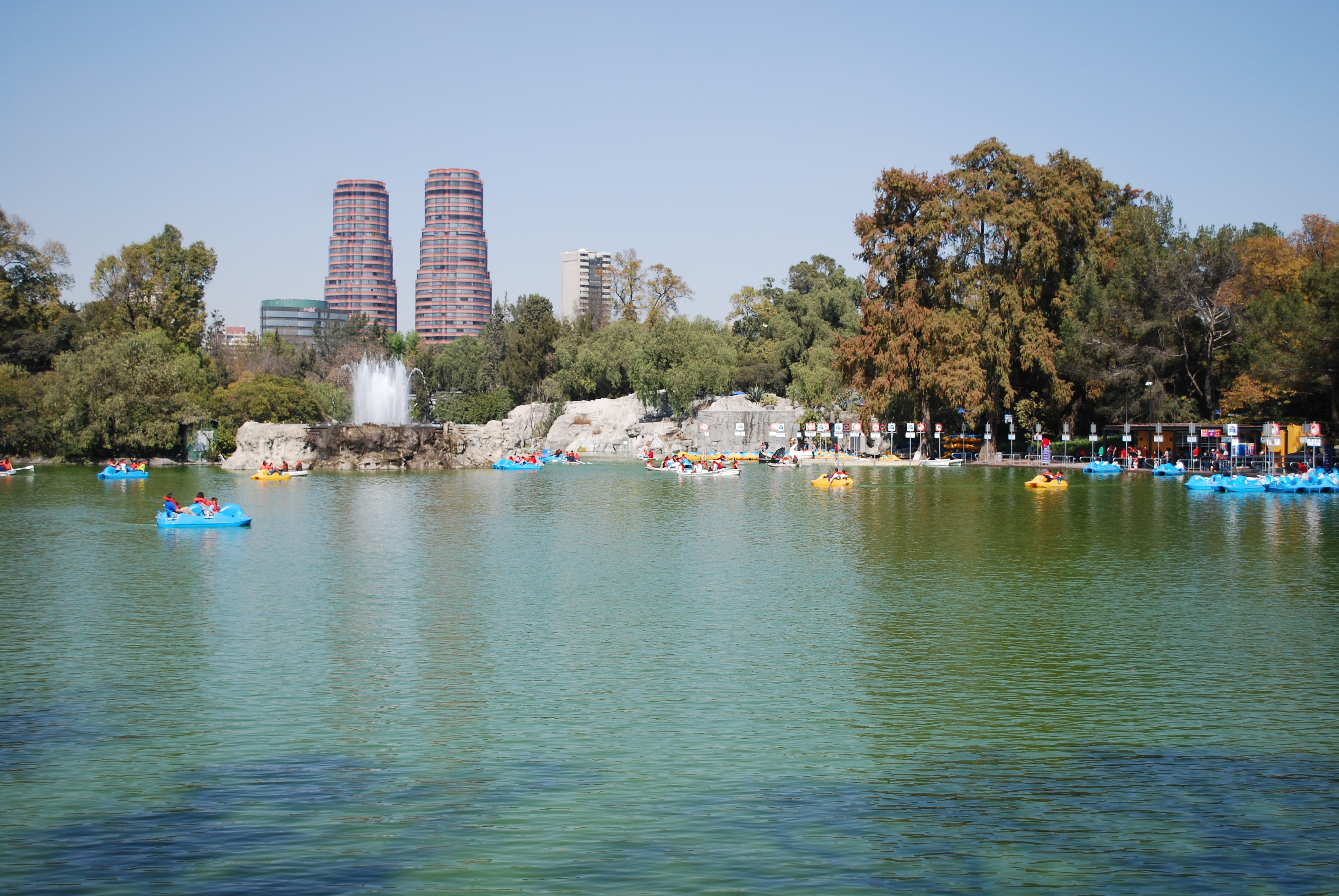
Lago de Chapultepec, Ciudad de México

La Ciudad de México es la capital de los Estados Unidos Mexicanos y sede de los poderes federales de la Unión, de la que constituye una de sus 32 entidades federativas. La Ciudad de México es el centro político y económico del país y es, a su vez, la segunda metrópoli más grande del mundo, solo después de Tokio, Japón. Ocupa una décima parte del Valle de México en el centro-sur del país, en un territorio que formó parte de la cuenca lacustre del lago de Texcoco. Es la ciudad más rica y poblada del país y ocupa el segundo lugar como entidad federativa, detrás del estado de México. El Área Metropolitana de la Ciudad de México ocupa el octavo sitio de las ciudades más ricas del mundo al tener un PIB de 315.000 millones de dólares que se duplicará para 2020, colocándola en el séptimo sitio sólo detrás de Tokio, Nueva York, Chicago, Los Ángeles, Londres y París. Los españoles llegaron al territorio que actualmente es la Ciudad de México por Itztapalapan, en julio de 1519. Siguieron su camino por la calzada de Itztapalapan hasta la capital tenochca donde Hernán Cortés fue recibido por Moctezuma Xocoyotzin el 8 de noviembre de 1519. En 1520, Pedro de Alvarado (en ausencia de Cortés) arremetió contra los mexicas en la Matanza de Tóxcatl. Este hecho fue el punto por el que los mexicas iniciaron hostilidades contra los invasores europeos.

### Teotihuacán, México

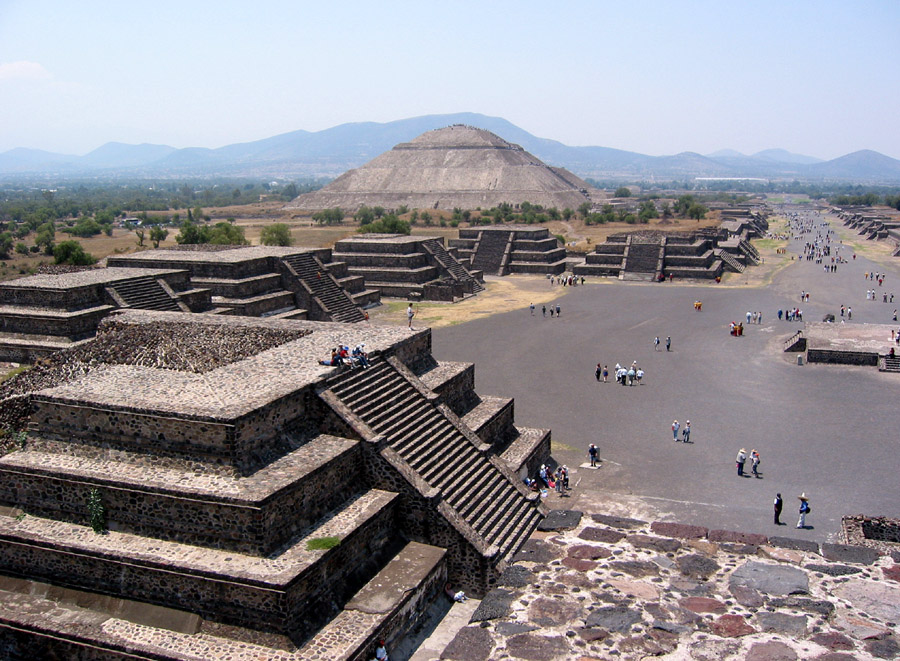
Teotihuacan, México.

Teotihuacan es el nombre dado por los aztecas al centro urbano más densamente poblado de Mesoamérica y el de mayor apogeo durante el periodo Clásico, actualmente una zona arqueológica localizada en el valle del mismo nombre, que forma parte de la Cuenca de México. Dista unos 40 kilómetros al noreste de la Ciudad de México y forma parte de los municipios de San Juan Teotihuacán y San Martín de las Pirámides, en el noreste del estado de México. Aunque la ciudad llegó a tener una superficie de aproximadamente 21 km², en la actualidad el conjunto de monumentos arqueológicos que se encuentra abierto a la visita del público representa aproximadamente la décima parte de la ciudad original. Llegó a contar con una población de entre 150 y 200 mil habitantes en su época de mayor esplendor. Desde el periodo mesoamericano, la ciudad de Teotihuacán fue objeto del interés de los pueblos que sucedieron a los teotihuacanos en Mesoamérica. En el Templo Mayor de México-Tenochtitlan se han descubierto numerosas reliquias de origen teotihuacano, por lo que se ha llegado a la conclusión de que entre los primeros exploradores del yacimiento arqueológico se encuentran los propios Aztecas.

### Cuernavaca, Morelos
Cuernavaca, es municipio y capital del estado de Morelos, México ubicada a 85  km al sur de la Ciudad de México y 320  km al norte de Acapulco. De acuerdo con cifras del Segundo Conteo de Población y Vivienda del INEGI (17/oct/2005), el municipio tenía 349.102 habitantes, y la ciudad 332.197 habitantes. Sin embargo, el área urbana se desborda a otros municipios cercanos (Jiutepec, Temixco, Xochitepec y Emiliano Zapata), conurbando varias localidades, constituyendo un área metropolitana de 701.144 habitantes en el mismo año. La tasa de crecimiento anual de la ciudad entre 2000 y 2005 fue muy baja (0,27%), debido a que todo el municipio de Cuernavaca está prácticamente urbanizado, mientras que la zona metropolitana, durante el mismo periodo, tuvo una tasa de 1,12% (ligeramente mayor que la media nacional). Por estas razones, para el 1º de julio de 2007 se estimaron 333.730 habitantes para la ciudad y 787.556 para la zona metropolitana.